# Josef Karl Burger
Josef Karl Burger (* 13. Dezember 1805 in Offenburg; † 30. November 1880 in Karlsruhe) war ein deutscher Jurist und Politiker.

## Leben
Burger war der Sohn des Gastwirts Bartholomäus Burger (Gasthof "Neue Pfalz" in Offenburg) und dessen Ehefrau Maria Anna Kopf. Er heiratete am 31. Januar 1833 in Offenburg Maria Nicola Johanna Dijourdhui, die Tochter des Kauf und Handelsmanns Conrad Dijourdhui.
Burger studierte nach dem Besuch des Offenburger Gymnasiums 1824 bis 1826 zunächst Philosophie, dann Rechtswissenschaften in Freiburg. Während seines Studiums wurde er 1821 Mitglied der Alten Freiburger Burschenschaft. 1826 bis 1828 setzte er das Studium in Heidelberg fort. 1829 bis 1830 und erneut 1831 bis 1832 war er Volontär beim Oberamt Offenburg und verbrachte 1830/31 ein Studienjahr in Frankreich. Ab 1832 arbeitete er als Rechtsanwalt in Offenburg. Von 1832 bis 1840 war er Bürgermeister von Offenburg (er wurde 1838 wiedergewählt). 1840 bis 1843 war er Amtsassessor im Oberamt Bruchsal, wo er 1843 Amtmann und 1848 Oberamtmann wurde, dann ab 1849 Regierungsrat in Karlsruhe. Von 1852 bis 1855 war er als Stadtdirektor in Freiburg tätig. 1865 wurde er aus Gesundheitsgründen pensioniert.
1850 war er Mitglied im Volkshaus des Erfurter Unionsparlaments. Er gehörte von 1850 bis 1860 der Zweiten Kammer der Badischen Landstände an. 1855 wurde er Geheimer Regierungsrat und Vortragender Rat der Regierung des Mittelrheinkreises in Karlsruhe. 1858 wurde er Ministerialrat und ging 1865 in den Ruhestand.

## Ehrungen
- 1836: Goldene Verdienstmedaille
- 1854: Ritter des Zähringer Löwenordens
- 1855: Geheimer Regierungsrat